# Hugh Smithwick
Hugh Smithwick (Erick, Oklahoma, 1918. július 6. – Portland, Oregon, 1990. december 4.) amerikai amerikaifutball-játékos és -edző, 1959 és 1961 között a Portland State Vikings vezetőedzője. 1939-ben, valamint 1941–1942-ben a Nevada Wolf Pack tackle-je volt.

## Eredményei vezetőedzőként
| Szezon                                                | Eredmény                                              | Eredmény                                              | Helyezés                                              |
| Szezon                                                | Összesen                                              | Konferencia                                           | Helyezés                                              |
| Portland State Vikings (Oregon Collegiate Conference) | Portland State Vikings (Oregon Collegiate Conference) | Portland State Vikings (Oregon Collegiate Conference) | Portland State Vikings (Oregon Collegiate Conference) |
| ----------------------------------------------------- | ----------------------------------------------------- | ----------------------------------------------------- | ----------------------------------------------------- |
| 1959                                                  | 1–8                                                   | 1–3                                                   | 4.                                                    |
| 1960                                                  | 2–4–2                                                 | 1–2–1                                                 | 3.                                                    |
| 1961                                                  | 3–5                                                   | 2–2                                                   | 3.                                                    |
| Összesen:                                             | 6–17–2                                                | 4–7–1                                                 | –                                                     |

## Fordítás
- Ez a szócikk részben vagy egészben  a   Hugh Smithwick című angol Wikipédia-szócikk ezen változatának fordításán alapul.  Az eredeti cikk szerkesztőit annak laptörténete sorolja fel. Ez a jelzés csupán a megfogalmazás eredetét és a szerzői jogokat jelzi, nem szolgál a cikkben szereplő információk forrásmegjelöléseként.